# Peter Buck
Pour les articles homonymes, voir Buck.
Pour l'anthropologue et homme politique néo-zélandais du même nom, également connu sous le nom de Te Rangi Hiroa, voir Te Rangi Hiroa.
Peter Lawrence Buck, né le 6 décembre 1956 à Oakland, Californie, est le guitariste du groupe R.E.M.. Il joue principalement sur des guitares de marque Rickenbacker.
Peter Buck fait partie du supergroup 'Tired Pony' initié par Gary Lightbody (Snow Patrol) et comprenant Richard Colburn (Belle & Sebastian), Iain Archer (Snow Patrol), Jacknife Lee, Scott McCaughey (The Young Fresh Fellows, The Minus 5), Troy Stewart en plus de Peter Buck. Leur premier album The Place We Ran From est sorti en juillet 2010. En février 2013 Tired Pony a commencé la production d'un deuxième album "The Ghost of the Mountain" qui devrait paraître au début de 2014.

## Discographie

### Albums studio
- 2012 - Peter Buck
- 2014 - I Am Back to Blow Your Mind Once Again
- 2015 - Warzone Earth
- 2020 - Beat Poetry For Survivalists (Luke Haines & Peter Buck)